# Microctenopoma pekkolai
Microctenopoma pekkolai är en fiskart som först beskrevs av Rendahl, 1935.  Microctenopoma pekkolai ingår i släktet Microctenopoma och familjen Anabantidae. IUCN kategoriserar arten globalt som otillräckligt studerad. Inga underarter finns listade i Catalogue of Life.